# وننتهور
وننتهور (به انگلیسی: Vennanthur) یک زیستگاه انسانی در هند است که در Namakkal district واقع شده‌است.

## خصوصیات
وننتهور ۱۳٬۴۷۵ نفر جمعیت دارد.